# 杉村虎一

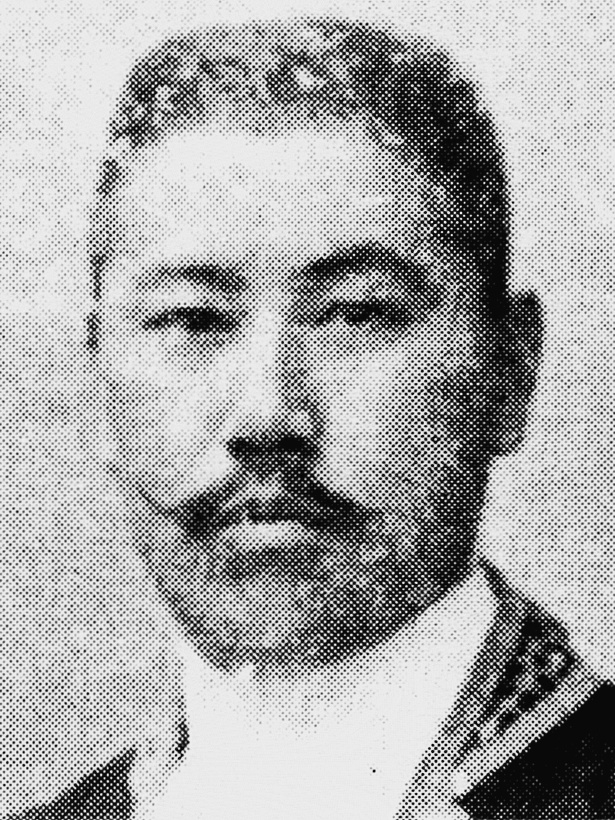
杉村虎一

杉村 虎一（すぎむら こいち、安政4年5月10日（1857年6月1日） - 昭和13年（1938年）2月10日）は、日本の外交官。駐メキシコ公使、駐スウェーデン公使、駐ドイツ大使。

## 経歴

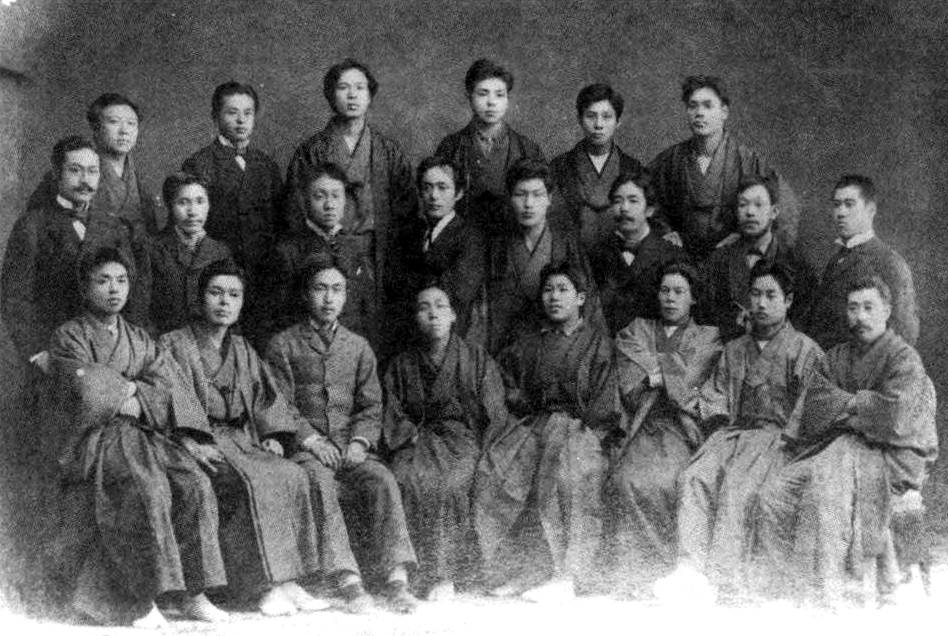
明治法律学校の講師と学生たち（1884年、中段右端が杉村虎一）

加賀国金沢で加賀藩の下級武士杉村精一の次男として生まれた。慶應義塾から東京外国語学校を経て1876年（明治9年）、司法省法学校を卒業し、司法省に出仕した。同省での勤務のかたわら明治法律学校（のちの明治大学）にも出講。1884年（明治17年）、外務省御用掛に転じ、交際官試補、公使館書記官、駐メキシコ弁理公使、同公使、スウェーデン公使、ドイツ大使を歴任。1914年（大正3年）、第一次世界大戦のため帰国した。退官後の1922年（大正11年）に明治大学理事、1935年（昭和10年）に同名誉顧問・商議員となった。1938年（昭和13年）2月10日、インフルエンザのため麻布区飯倉片町の自宅で死去。墓所は多磨霊園(5-1-16-17)

## 栄典
位階
- 1903年（明治36年）3月30日 - 正五位[6]

勲章
- 1902年（明治35年）12月28日 - 旭日小綬章[7]

## 親族
- 杉村寛正 - 兄[1]。衆議院議員。
- 杉村文一 - 弟。紀尾井坂の変で大久保利通を暗殺したため死刑となった。
- 相良頼紹 - 妻の父[1]。子爵。旧人吉藩主。貴族院議員。
- 杉村月男 - 長男。妻の嘉子は岩倉道倶男爵の長女で、岩倉具視の孫。子が死産し、家の後継者がなかったため親族の永田家が継承した。